# Myrmecophila tibicinis
La flor de cacho (Myrmecophila tibicinis) es una orquídea del género Myrmecophila. Fue descrita por Bateman en 1838 como Epidendrum tibicinis y asignada al género Myrmecophila Por Rolfe en 1917. Habita en bosque caducifolio seco en elevaciones de 300 a 600 metros sobre el nivel del mar. Es epífita y vive sobre troncos y ramas principales en Belice, Costa Rica, Guatemala, Honduras, Venezuela y Colombia. El pseudobulbo es grande (45 cm o 18 pulgadas) y está siempre habitado por hormigas que viven en el pseudobulbo y le aportan nutrientes adicionales con sus desechos. Puede confundirse con M. brysiana pero difiere en tener una flor de color magenta más grande y una columna más grande mientras M brysiana es más pequeña, con flores amarillas.